# 长沙市开福区人民政府
28°15′47″N 112°59′30″E / 28.26299°N 112.991735°E
长沙市开福区人民政府（简称开福区政府）是中华人民共和国湖南省长沙市开福区的行政管理机关。现任区长高伟，2021年10月上任。

## 历任区长
| 姓名   | 就任日期   | 卸任日期   | 备注  |
| ------ | ---------- | ---------- | ----- |
| 廖建华 | 2012年11月 | 2015年5月  | [ 1 ] |
| 沈裕谋 | 2015年5月  | 2016年7月  | [ 1 ] |
| 刘拥兵 | 2016年7月  | 2019年12月 |       |
| 谢伟峰 | 2019年12月 | 2021年6月  |       |
| 高伟   | 2021年10月 |            | [ 2 ] |